# 前肢
前肢（ぜんし、forelimb, fore-leg）とは、
- 昆虫の前胸についている脚のこと[1]。
- 脊椎動物の有対肢のうち前のほうのもの[1]（頭部寄りのもの）。

## 昆虫
昆虫の前肢はその生活様式に応じた形態へと分化している。たとえばタテハチョウ科の中には味受容器つきの前肢を持つものがあり、コオロギ類では音を感じる弦音器官を備えており、ミズスマシの前肢は遊泳に適した形状になっており、ケラの前肢はシャベル状になっている。

## 脊椎動物

### イヌ
イヌのものについては前脚ともいう。
肩に肩甲骨があり、肩から肘までの上腕は上腕骨（Humerus)で形成されており、一般的にその長さは肩甲骨とほぼ同じである。上腕骨の長短はイヌの歩幅と関係する。肘から手首までの前腕は橈骨(Radius)と尺骨(Ulna)の２本の骨で形成されている。イヌの肩甲骨の角度は肩甲棘（Scapula spine）から肩峰（Acromion）をたどった角度で確認でき、イヌの場合理想的な角度は45°で、肩関節の角度は肩甲骨と上腕骨の角度が 90° である。90°以上になってくると肩甲骨が立ってきて前脚が体の重心に近づき、肩関節の可動域が狭くなってゆく。

### ヒト
ヒトのものについては通常腕という。詳細は腕で解説。

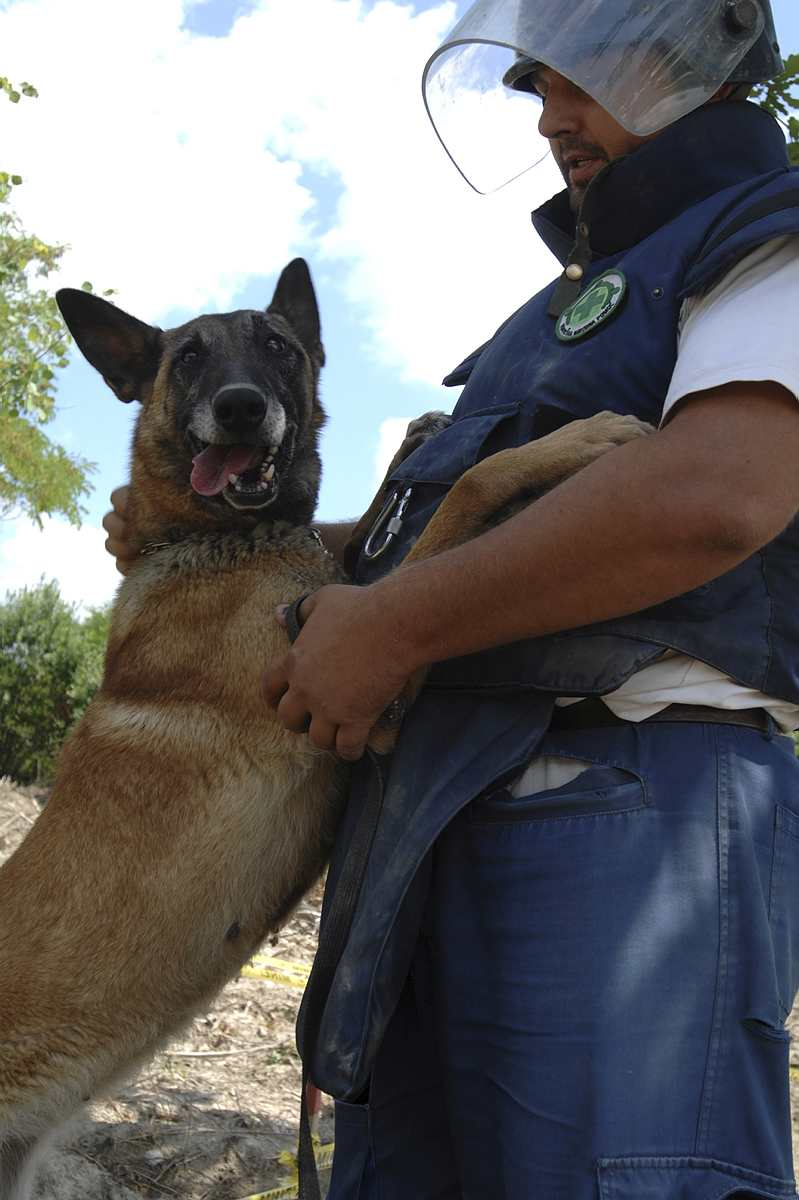
イヌの前肢（前脚）とヒトの腕

### 鳥類

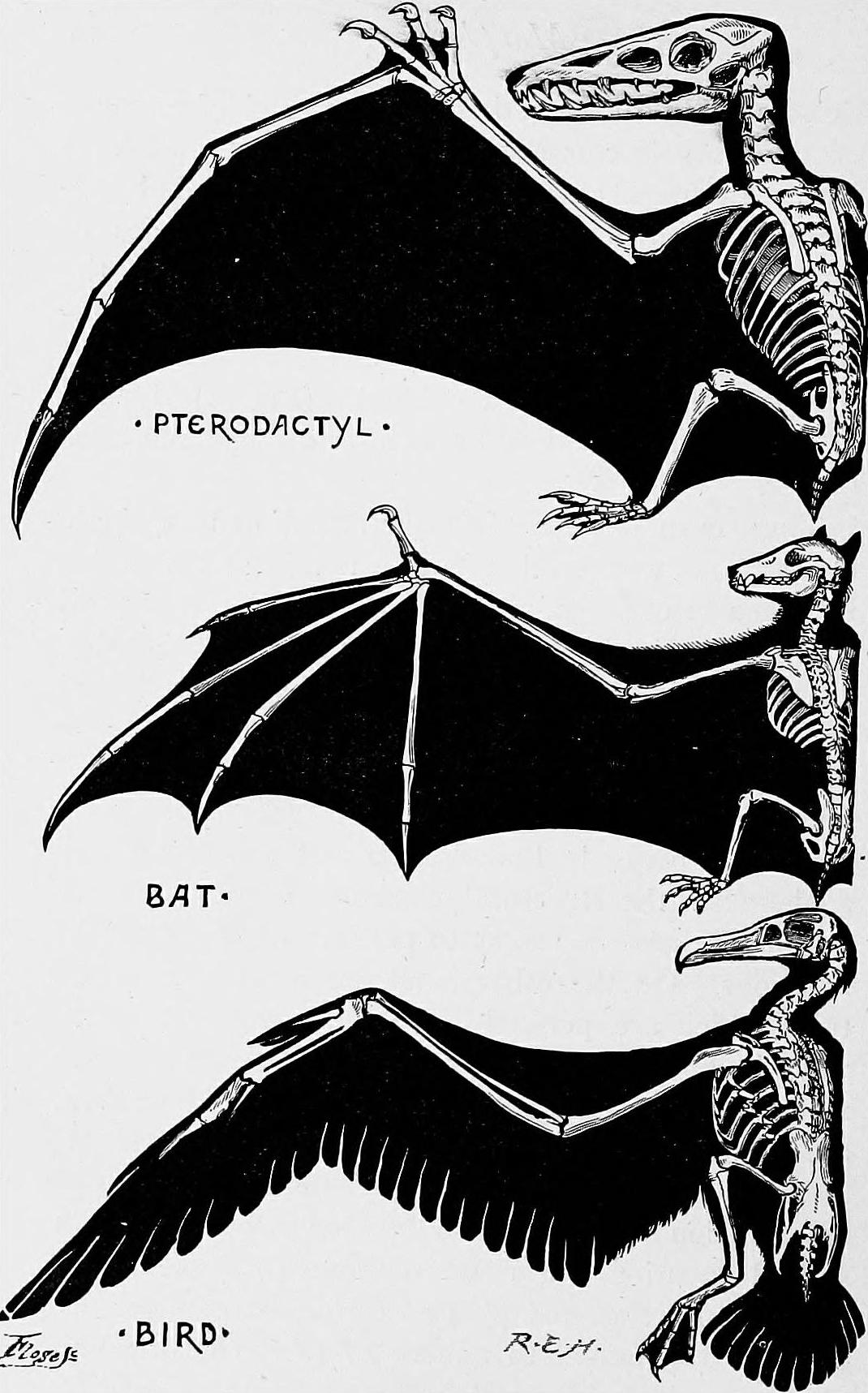
図-1：翼と骨格（1.翼竜、2.コウモリ、3.鳥）

鳥類では前肢が翼になった。